# Aparecida Petrowky
Aparecida de Souza Petrowky,  (Rio de Janeiro, 21 de julho de 1982) é uma atriz, escritora e fisioterapeuta brasileira.

## Biografia e Carreira
O início de sua carreira como atriz começou de forma inusitada. Enquanto cursava a faculdade de fisioterapia na UFRJ, por sugestão de uma professora para que ganhasse desenvoltura, passou a cursar teatro, paralelamente. Assim, fez um curso de artes cênicas em diversas escolas, como Tablado, Teatro dos Grandes Atores, Rei Ator e cursos com alguns dos integrantes da Cia dos Atores, como View Point, tendo como diretor Enrique Diaz.
Como fisioterapeuta, especializou-se em traumato-ortopedia e em drenagem linfática, na Universidade Castelo Branco, no Centro do Rio de Janeiro. Aparecida também fez especialização em shiatsu, em Londres, onde também estudou teatro e cinema, sua grande paixão. Sua segunda graduação foi em artes cênicas, na Universidade Cândido Mendes, em Ipanema. Na área de cinema, fez especialização da Actor Studio, com Robert Castel.
No teatro, sua primeira peça profissional, o musical ‘A Noviça Rebelde’, dirigido por Eduardo Bruno e que ficou em cartaz no Teatro Grandes Atores, protagonizou fazendo a personagem Maria. O segundo sucesso foi com “Vestido de Noiva”, de Nelson Rodrigues, que deu vida a personagem Lúcia. Escreveu, produziu e atuou na peça infantil "Zeluda", apresentada no Rio de Janeiro no Teatro Vanucci. A peça teve direção de Hélvio Garcês e no elenco também estava o ator João Miguel, que protagonizou o filme Xingú. Sua mais recente peça foi "Meu Filho Sem Nome", de Izilda Simões e dirigido por Marcelo Romagnoli, onde viveu a protagonista Cida.
Iniciou sua aparição na mídia com a participação no reality show chamado Guerra do Sono, no programa do apresentador Luciano Huck. Em meados de 2009, quando soube do teste para interpretar Sandrinha, a irmã rebelde da atriz Taís Araújo, que interpretou a protagonista Helena, na novela Viver a Vida, Aparecida pegou seu currículo e andou durante quatro dias pelas ruas do Leblon, tentando encontrar o autor Manoel Carlos, também morador do bairro. Como não conseguiu, deu seu currículo a um colega, João do Corujão, que o levou até o Projac. Por sorte, os papéis chegaram, de fato, às mãos de Manoel Carlos e, dias depois, ela foi chamada para um teste até ganhar o papel.
Recebeu o prêmio Troféu Raça Negra de 2009 como atriz revelação por seu trabalho em Viver a Vida, no papel de Sandrinha.

## Vida Pessoal
Em 2010, começou a namorar o cantor Felipe Dylon. Casou-se com ele no dia 15 de dezembro de 2011, em uma cerimônia na Igreja da Ressurreição, em Ipanema, zona sul carioca. Após conflitos conjugais, o casal passou a morar separados em 2016, embora se relacionassem esporadicamente, mas em 2017 optaram pelo término definitivo, e divorciaram-se.
Em agosto de 2018, iniciou um namoro com o modelo Diogo D'Ávila, mas em novembro do mesmo ano terminaram o relacionamento, quando ele assumiu-se homossexual e que estava gostando de um rapaz, com quem iniciou um namoro sério.
O término foi amigável, e a atriz é eventualmente vista acompanhada de homens anônimos e famosos, porém não assumiu mais nenhum relacionamento sério desde então.

### Primeira Longa Internacional
A atriz lançou em 21 de agosto de 2017 seu primeiro longa internacional, “Mangoré, por amor al arte", dirigido por Luis R. Vera e ainda sem data de estreia no Brasil. O filme é a história do lendário músico paraguaio Agustín Pío Barrios (1885-1944), conhecido como Mangoré. No longa, Aparecida deu vida à Gloria Silva, segunda esposa de Mangoré e fiel companheira. A personagem é uma dançarina de cabaré brasileira que abriu mão dos seus sonhos para viver a vida do amado.

### Trabalhos no Teatro
- Meu Filho Sem Nome, direção de Marcelo Romagnoli (2011)
- Zeluda, direção de Hélvio Garcês (2007-2008),
- Vestido de Noiva, direção de Alexandre Mello (2007)
- Aberrações, direção de Paula Wenk (2005)
- Esquina dos Prazeres, direção de Carrera (2004)
- Dancem Um Rock Por Mim, direção de Hélvio Garcês (1999)
- A noviça rebelde, direção de Eduardo Bruno –  noviça (1998)

### Trabalhos na TV
- 2011 - Chico e Amigos - .... (Rede Globo)
- 2009/2010 - Viver a Vida - Sandra (Rede Globo)

### Trabalhos no Cinema
2019 -"O Lado Esquerdo do Poeta" em Pré Produção
2016 - "Carta ao Destinatário", dirigido por Luciano Cazz
2015 - “Mangoré, por amor al arte", dirigido por Luis R. Vera
2013 - "Jogos de Mente", dirigido por Rick Mastro